# International Who’s Who
The International Who’s Who (Międzynarodowe kto jest kim) – publikacja biograficzna wydawana w Wielkiej Brytanii od 1935.
Zawiera ponad 22 tys. biografii osób najbardziej znaczących i popularnych. Do 1999 wydawcą była Europa Publications Ltd, obecnie jest nim Routledge w grupie wydawniczej Taylor & Francis. Redakcja niezmiennie pozostaje w Londynie.
Cena, np. 1150 $ za egz. The International Who’s Who 2018 sprawia, iż jej nabywcami są głównie instytucje i biblioteki.

## Inne publikacje informacyjne tegoż wydawcy
- The Europa World Year Book
- The Europa World of Learning